# Angela Articoni
Angela Articoni (Lucera, 29 marzo 1964 – Lucera, 4 luglio 2021) è stata una scrittrice italiana di letteratura per l’infanzia. 
Ha vinto il primo premio internazionale CIRSE 2015 per il suo libro La sua barba non è poi così blu... Immaginario collettivo e violenza misogina nella fiaba di Perrault.

## Biografia
Nel 2007 si laurea con lode in Scienze dei Beni culturali, con tesi in Storia dell’arte contemporanea: "Chagall tra utopia e fuga", e nel 2010 consegue la Laurea Magistrale con lode in Scienze pedagogiche e della progettazione educativa, con tesi in Pedagogia dell’Orientamento: "Biblioterapia: la cura di sé e degli altri attraverso la lettura", specializzandosi in Letteratura per l’infanzia, presso la Facoltà di Scienze della Formazione dell'Università degli Studi di Foggia.
Dottoressa di ricerca (PhD) in Pedagogia e Scienze dell’Educazione, con progetto di ricerca in Letteratura per l’infanzia, "L'arte nell'editoria per bambini: arte di carta", presso il Dipartimento di Studi Umanistici dell’Università degli Studi di Foggia, conseguendo il titolo dottorale in Culture, Education, Communication nel 2016, difendendo una tesi dal titolo "L’arte nell’editoria per bambini: arte di carta" e ponendo una base imprescindibile nello studio in chiave evolutiva della letteratura giovanile.
Articoni ha indagato l’evoluzione della letteratura giovanile in ambito artistico, lʼanalisi delle fiabe con un approccio interdisciplinare e uno “sguardo di genere”, la scrittura “al femminileˮ per lʼinfanzia e la gioventù e la letteratura a fumetti. Oltre a numerosi saggi in volumi e articoli in riviste scientifiche, nel 2017 ha pubblicato Arte bambina. Viaggio nella letteratura artistica per l’infanzia, un’opera pregiata e funzionale, in linea con le esigenze della scuola contemporanea di dotarsi di albi illustrati belli e validi per dare lo stesso valore educativo tanto ai contenuti quanto alle immagini.
Nel 2014 pubblica La sua barba non è poi così blu... Immaginario collettivo e violenza misogina nella fiaba di Perrault – poi tradotto in spagnolo Su barba no era tan azul (2015) - in cui incrocia l’analisi di una delle più cupe fiabe di Perrault con la violenza sulle donne nella realtà quotidiana. Il libro ha ricevuto il primo premio internazionale CIRSE 2015, assegnato dal Centro Italiano per la Ricerca Storico Educativa il 26 febbraio 2016 a Bologna.
Presente in vari comitati scientifici di collane editoriali, Articoni era direttrice scientifica della collana “Over the rainbow” per Benilde (Siviglia) e “Wonderland” (con A. Cagnolati) per Tab edizioni (Roma), nonché direttrice del blog Mammeonline.net. Ferma sostenitrice dei diritti civili, ha fatto sue le battaglie contro la misoginia e l'omofobia, dichiarandosi a favore del matrimonio egualitario.
Appassionata del mondo dell’infanzia, Articoni è stata fondatrice e curatrice della pagina e del gruppo Facebook Letteratura per l’infanzia, che conta migliaia di follower. È stata grande protagonista delle manifestazioni e degli eventi culturali di Foggia, primo fra tutti il Buck Festival in collaborazione con la Biblioteca “Magna Capitana”, dove ha presentato i più importanti nomi italiani del mondo della letteratura e delle illustrazioni, come Gianna Vitali, la prima libraia dei bambini, nel 2014.
Si spegne improvvisamente il 4 luglio 2021.

## Opere
- La sua barba non è poi così blu... Immaginario collettivo e violenza misogina nella fiaba di Perrault, Aracne, 2014, pp. 200, ISBN 8854871389;
- Su barba no era tan azul, Benilde, 2015, pp. 177, ISBN 9788416390045;
- Arte bambina. Viaggio nella letteratura artistica per l'infanzia, Aracna, 2017, pp. 372, ISBN 8825505906;
- La fiaba nel Terzo Millennio. Metafore, intrecci, dinamiche (a cura di Angela Articoni e Antonella Cagnolati), Cabrerizos, Fahren House Editore, 2019., pp. 196;
- Le metamorfosi della fiaba (a cura di Angela Articoni e Antonella Cagnolati), Aracna, 2020, pp. 364, ISBN 9788892950320;

## Premi
- Primo premio internazionale CIRSE 2015 per il libro La sua barba non è poi così blu... Immaginario collettivo e violenza misogina nella fiaba di Perrault.